# Lista de aeroportos da China

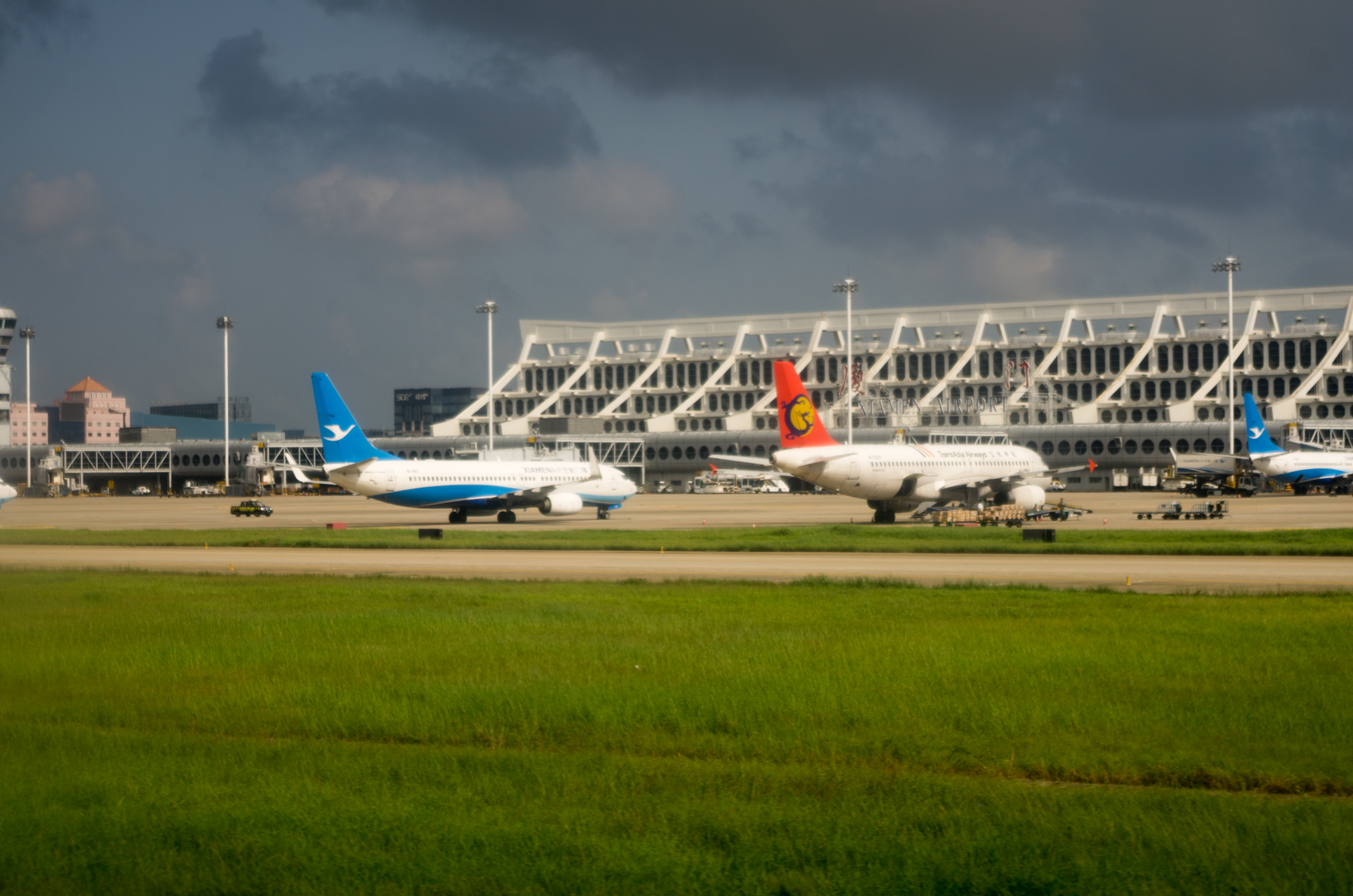
Aeroporto Internacional de Xiamen Gaoqi

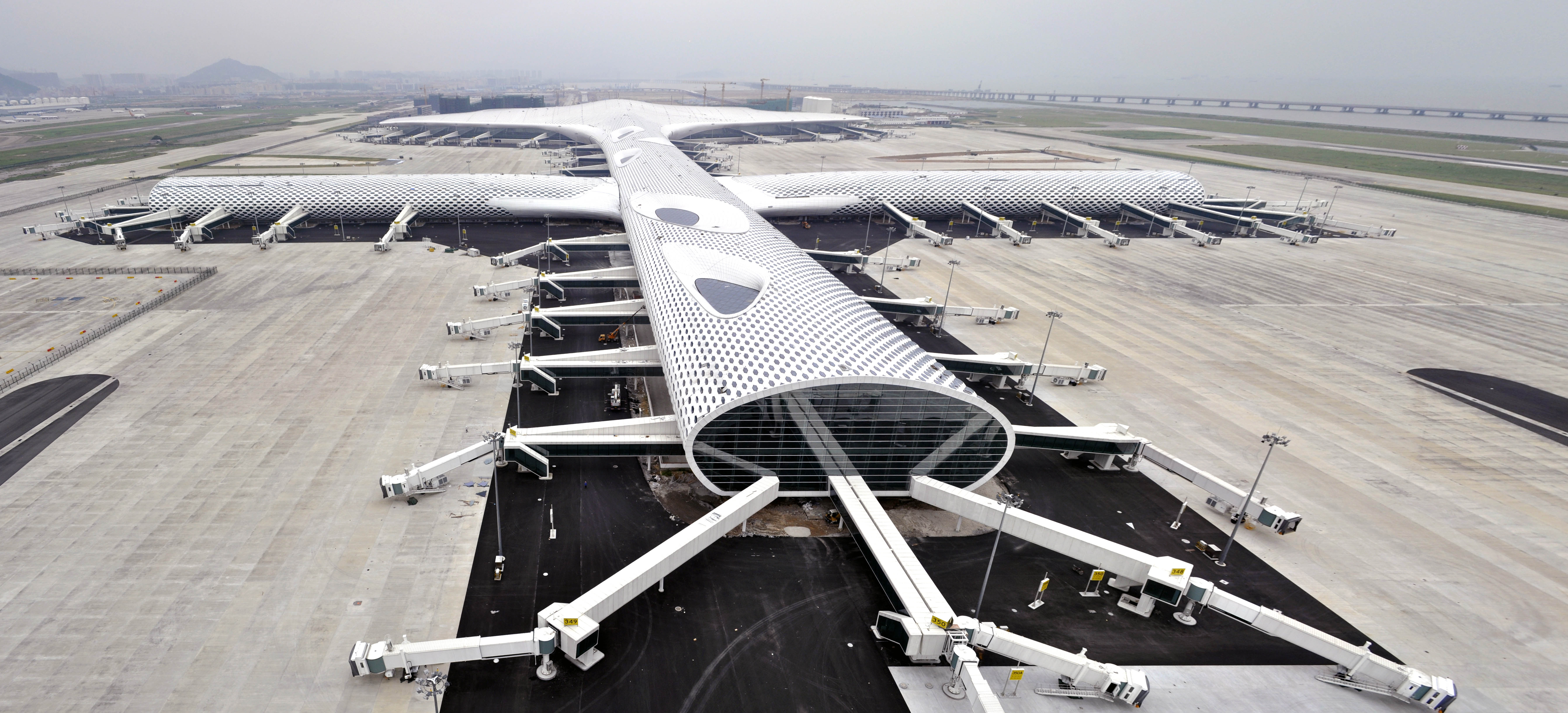
Aeroporto Internacional de Shenzhen Bao'an

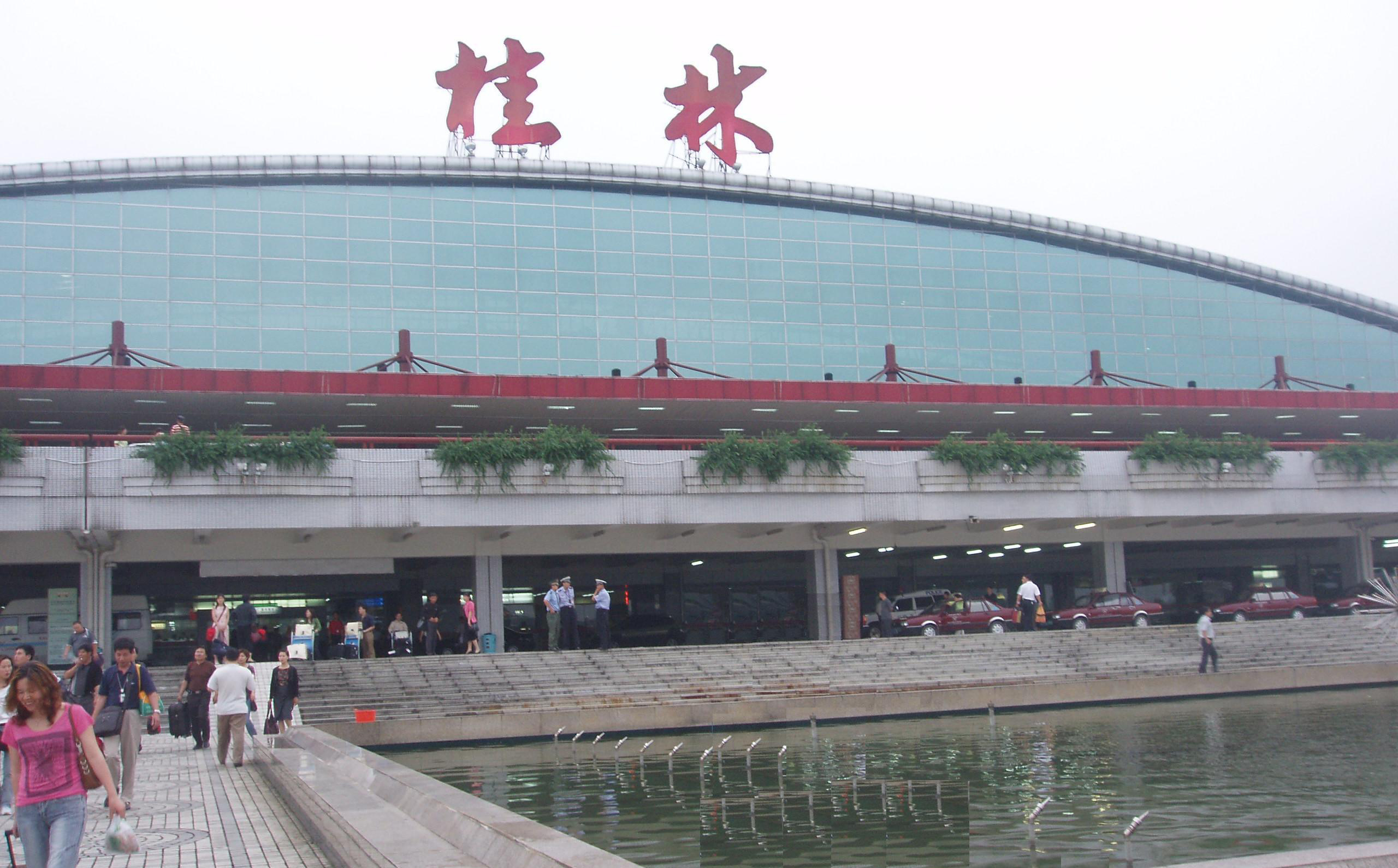
Aeroporto Internacional de Guilin Liangjiang

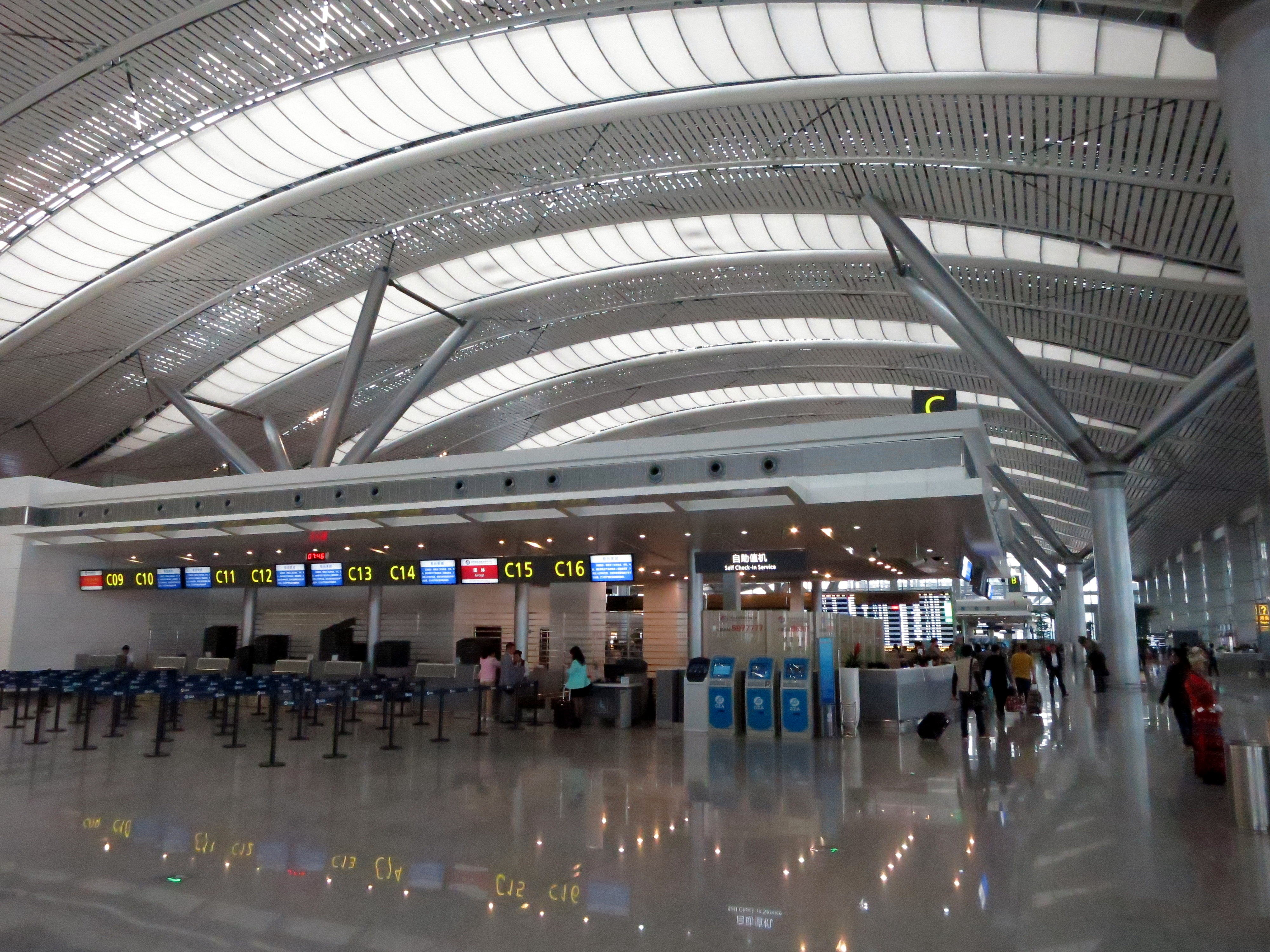
Aeroporto Internacional de Guiyang Longdongbao

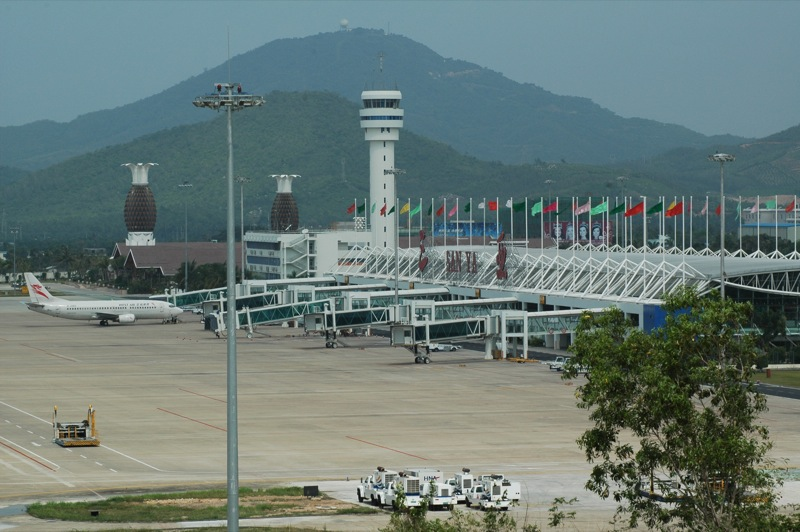
Aeroporto Internacional de Sanya Phoenix

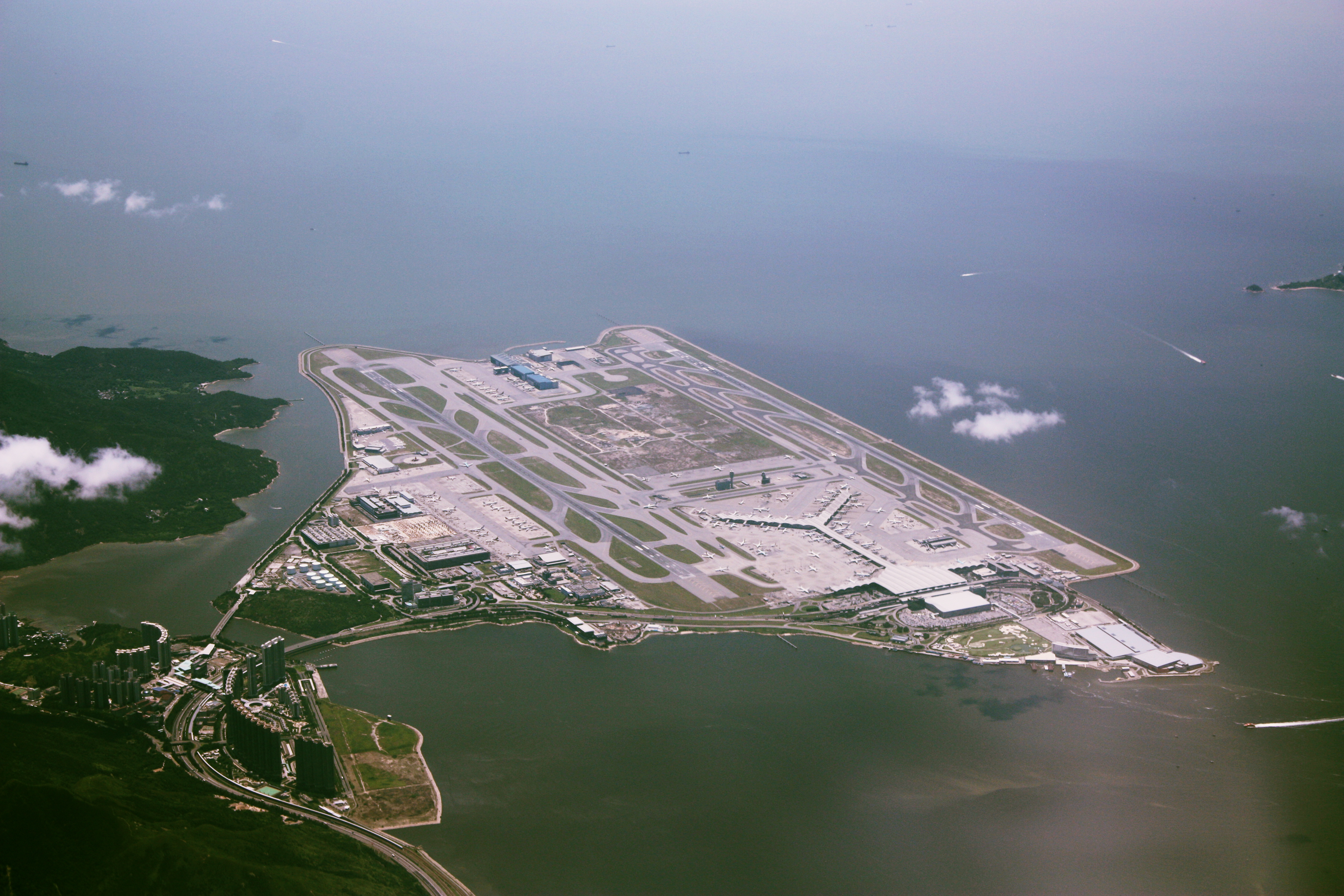
Aeroporto Internacional de Hong Kong

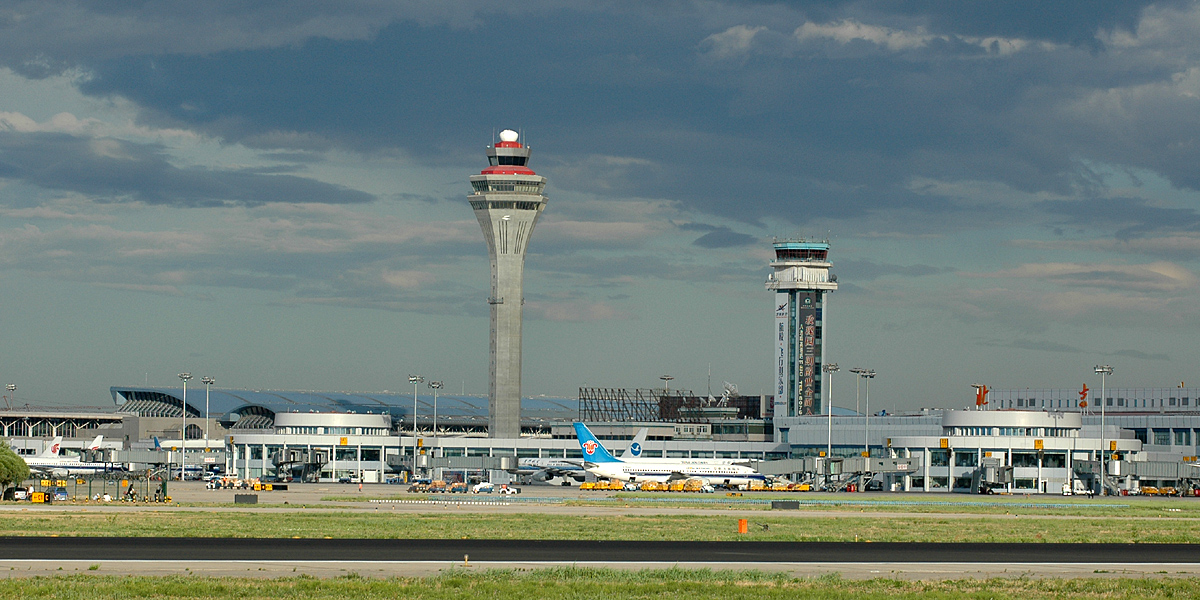
Aeroporto Internacional de Pequim-Capital

Esta é uma lista de aeroportos da República Popular da China, classificados província/região e por cidade:
| Localização         | ICAO | IATA | Nome do aeroporto                                            |
| ANHUI               |      |      |                                                              |
| Anqing              | ZSAQ | AQG  | Aeroporto de Anqing                                          |
| Bengbu              | ZSBB | BFU  | Aeroporto de Bengbu                                          |
| Fuyang              | ZSFY | FUG  | Aeroporto de Fuyang                                          |
| Hefei               | ZSOF | HFE  | Aeroporto Internacional de Hefei Luogang                     |
| Huangshan           | ZSTX | TXN  | Aeroporto Internacional de Huangshan Tunxi                   |
| Wuhu                | ZSWU | WHU  | Aeroporto de Wuhu                                            |
| CHONGQING           |      |      |                                                              |
| Chongqing           | ZUCK | CKG  | Aeroporto Inrernacional de Chongqing Jiangbei                |
| Qiangjiang          |      |      | Aeroporto de Qiangjiang Zhoubai (em construção)              |
| Wanzhou             | ZUWX | WXN  | Aeroporto de Wanxian                                         |
| FUJIAN              |      |      |                                                              |
| Fuzhou              | ZSFZ | FOC  | Aeroporto Internacional de Fuzhou Changle                    |
| Longyan             |      | LCX  | Aeroporto de Longyan                                         |
| Quanzhou            | ZSQZ | JJN  | Aeroporto de Quanzhou Jinjiang                               |
| Xiamen              | ZSAM | XMN  | Aeroporto Internacional de Xiamen Gaoqi                      |
| Wuyishan, Nanping   | ZSWY | WUS  | Aeroporto de Nanping Wuyishan                                |
| GANSU               |      |      |                                                              |
| Dunhuang            | ZLDH | DNH  | Aeroporto de Dunhuang                                        |
| Jiayuguan           | ZLJQ | JGN  | Aeroporto de Jiayuguan                                       |
| Jiuquan             | ZLJQ | CHW  | Aeroporto de Jiuquan                                         |
| Lanzhou             | ZLLL | ZGC  | Aeroporto de Lanzhou Zhongchuan (Aeroporto de Lanzhou Oeste) |
| Lanzhou             | ZLAN | LHW  | Aeroporto de Lanzhou                                         |
| Qingyang            | ZLQY | IQN  | Aeroporto de Qingyang                                        |
| GUANGDONG           |      |      |                                                              |
| Guangzhou (Cantão)  | ZGGG | CAN  | Aeroporto Internacional de Guangzhou Baiyun                  |
| Meixian             |      | MXZ  | Aeroporto de Meixian                                         |
| Shantou             | ZGOW | SWA  | Aeroporto de Shantou Waisha                                  |
| Shaoguan            |      | HSC  | Aeroporto de Shaoguan                                        |
| Shenzhen            | ZGSZ | SZX  | Aeroporto Internacional de Shenzhen Bao'an                   |
| Zhanjiang           | ZGZJ | ZHA  | Aeroporto de Zhanjiang                                       |
| Zhuhai              | ZGSD | ZUH  | Aeroporto Internacional de Zhuhai                            |
| GUANGXI             |      |      |                                                              |
| Beihai              | ZGBH | BHY  | Aeroporto de Beihai                                          |
| Guilin              | ZGKL | KWL  | Aeroporto Internacional de Guilin Liangjiang                 |
| Liuzhou             | ZGZH | LZH  | Aeroporto de Liuzhou                                         |
| Nanning             | ZGNN | NNG  | Aeroporto Internacional de Nanning Wuxu                      |
| Wuzhou              | ZGWZ | WUZ  | Aeroporto de Wuzhou Changzhoudao                             |
| GUIZHOU             |      |      |                                                              |
| Anshun              |      | AVA  | Aeroporto de Anshun                                          |
| Guiyang             | ZUGY | KWE  | Aeroporto Internacional de Guiyang Longdongbao               |
| Liping              |      | HZH  | Aeroporto de Liping                                          |
| Tongren             | ZUTR | TEN  | Aeroporto de Tongren Daxing                                  |
| Xingyi              |      | ACX  | Aeroporto de Xingyi                                          |
| Zunyi               | ZUZY | ZYI  | Aeroporto de Zunyi                                           |
| HAINAN              |      |      |                                                              |
| Haikou              | ZJHK | HAK  | Aeroporto Internacional de Haikou Meilan                     |
| Sanya               | ZGSY | SYX  | Aeroporto Internacional de Sanya Phoenix                     |
| HEBEI               |      |      |                                                              |
| Qinhuangdao         | ZBSH | SHP  | Aeroporto de Qinhuangdao Shanhaiguan                         |
| Shijiazhuang        | ZBSJ | SJW  | Aeroporto Internacional de Shijiazhuang Daguocun             |
| Xingtai             | ZBXT | XNT  | Aeroporto de Xingtai                                         |
| HEILONGJIANG        |      |      |                                                              |
| Harbin              | ZYHB | HRB  | Aeroporto Internacional Harbin Taiping                       |
| Heihe               | ZYHE | HEK  | Aeroporto de Heihe                                           |
| Jiamusi             | ZYJM | JMU  | Aeroporto de Jiamusi                                         |
| Mudanjiang          | ZYMD | MDG  | Aeroporto de Mudanjiang                                      |
| Qiqihar             | ZYQQ | NDG  | Aeroporto de Qiqihar                                         |
| HENAN               |      |      |                                                              |
| Anyang              | ZHAY | AYN  | Aeroporto de Anyang                                          |
| Luoyang             | ZHLY | LYA  | Aeroporto de Luoyang                                         |
| Nanyang             | ZHNY | NNY  | Aeroporto de Nanyang                                         |
| Zhengzhou           | ZHCC | CGO  | Aeroporto Internacional de Zhengzhou Xinzheng                |
| HONG KONG           |      |      |                                                              |
| Hong Kong           | VHHH | HKG  | Aeroporto Internacional de Hong Kong                         |
| HUBEI               |      |      |                                                              |
| Enshi               | ZHES | ENH  | Aeroporto de Enshi                                           |
| Shashi              | ZHSS | SHS  | Aeroporto de Shashi                                          |
| Wuhan               | ZHHH | WUH  | Aeroporto Internacional de Wuhan Tianhe                      |
| Xiangfan            | ZHXF | XFN  | Aeroporto de Xiangfan                                        |
| Yichang             | ZHYC | YIH  | Aeroporto de Yichang                                         |
| Zhijiang            |      | HJJ  | Aeroporto de Zhijiang                                        |
| HUNAN               |      |      |                                                              |
| Changde             | ZGCD | CGD  | Aeroporto de Changde                                         |
| Changsha            | ZGHA | CSX  | Aeroporto Internacional de Changsha Huanghua                 |
| Zhangjiajie         |      | DYG  | Aeroporto de Zhangjiajie                                     |
| Hengyang            | ZGHY | HNY  | Aeroporto de Hengyang                                        |
| JIANGSU             |      |      |                                                              |
| Changzhou           | ZSCG | CZX  | Aeroporto de Changzhou                                       |
| Lianyungang         | ZSLG | LYG  | Aeroporto de Lianyungang                                     |
| Nanjing             | ZSNJ | NKG  | Aeroporto Internacional de Nanjing Lukou                     |
| Nantong             | ZSNT | NTG  | Aeroporto de Nantong                                         |
| Suzhou              | ZSSZ | SZV  | Aeroporto de Suzhou Guangfu                                  |
| Wuxi                | ZSWX | WUX  | Aeroporto de Wuxi                                            |
| Xuzhou              | ZSXZ | XUZ  | Aeroporto de Xuzhou                                          |
| Yancheng            | ZSYN | YNZ  | Aeroporto de Yancheng                                        |
| JIANGXI             |      |      |                                                              |
| Ganzhou             | ZSGZ | KOW  | Aeroporto de Ganzhou                                         |
| Ji'an               | ZSJA | JGS  | Aeroporto de Ji'an                                           |
| Jingdezhen          | ZSJD | JDZ  | Aeroporto de Jingdezhen                                      |
| Jiujiang            | ZSJJ | JIU  | Aeroporto de Jiujiang Lushan                                 |
| Nanchang            | ZSCN | KHN  | Aeroporto Internacional de Nanchang                          |
| JILIN               |      |      |                                                              |
| Changchun           | ZYCC | CGQ  | Aeroporto Internacional de Changchun Longjia                 |
| Jilin               | ZYJL | JIL  | Aeroporto de Jilin                                           |
| Tonghua             | ZYTN | TNH  | Aeroporto de Tonghua Liuhe                                   |
| Yanji               | ZYYJ | YNJ  | Aeroporto de Yanji                                           |
| LIAONING            |      |      |                                                              |
| Anshan              | ZYAS | AOG  | Aeroporto de Anshan                                          |
| Changhai            | ZYCH | CNI  | Aeroporto de Changhai                                        |
| Chaoyang            | ZYCY | ZHG  | Aeroporto de Chaoyang                                        |
| Dalian              | ZYTL | DLC  | Aeroporto Internacional de Dalian Zhoushuizi                 |
| Dandong             | ZYDD | DDG  | Aeroporto de Dandong                                         |
| Jinzhou             | ZYJZ | JNZ  | Aeroporto de Jinzhou                                         |
| Cheniangue          | ZYTX | SHE  | Aeroporto Internacional de Cheniangue-Taoxian                |
| Xingcheng           | ZYXC | XEN  | Aeroporto de Xingcheng                                       |
| MACAU               |      |      |                                                              |
| Macau               | VMMC | MFM  | Aeroporto Internacional de Macau                             |
| MONGÓLIA INTERIOR   |      |      |                                                              |
| Baotou              | ZBOW | BAV  | Aeroporto de Baotou                                          |
| Chifeng             | ZBCF | CIF  | Aeroporto de Chifeng                                         |
| Hailar              | ZBLA | HLD  | Aeroporto de Hailar Dongshan                                 |
| Hohhot              | ZBHH | HET  | Aeroporto Internacional de Hohhot Baita                      |
| Manzhouli           |      | NZH  | Aeroporto de Manzhouli                                       |
| Ordos               | ZBDS | DSN  | Aeroporto de Ordos                                           |
| Tongliao            | ZBTL | TGO  | Aeroporto de Tongliao                                        |
| Ulanhot             | ZBUL | HLH  | Aeroporto de Ulanhot                                         |
| Wuhai               |      | WUA  | Aeroporto de Wuhai                                           |
| Xilinhot            | ZBXH | XIL  | Aeroporto de Xilinhot                                        |
| NINGXIA             |      |      |                                                              |
| Yinchuan            |      |      | Aeroporto de Yinchuan Helanshan                              |
| Yinchuan            | ZLIC | INC  | Aeroporto de Yinchuan Hedong                                 |
| PEQUIM              |      |      |                                                              |
| Pequim              | ZBAA | PEK  | Aeroporto Internacional de Pequim                            |
| Pequim              | ZBNY | NAY  | Aeroporto de Pequim Nanyuan                                  |
| QINGHAI             |      |      |                                                              |
| Golmud              | ZLGM | GOQ  | Aeroporto de Golmud                                          |
| Xining              | ZLXN | XNN  | Aeroporto de Xining Caojiabu                                 |
| SHAANXI             |      |      |                                                              |
| Ankang              | ZLAK | AKA  | Aeroporto de Ankang                                          |
| Hanzhong            | ZLHZ | HZG  | Aeroporto de Hanzhong                                        |
| Xi'an               | ZLXY | XIY  | Aeroporto Internacional de Xi'an Xianyang                    |
| Yan'an              | ZLYA | ENY  | Aeroporto de Yan'an                                          |
| Yulin               | ZLYL | UYN  | Aeroporto de Yulin                                           |
| SHANDONG            |      |      |                                                              |
| Dongying            | ZSDY | DOY  | Aeroporto de Dongying                                        |
| Jinan               | ZSJN | TNA  | Aeroporto Internacional de Jinan Yaoqiang                    |
| Jining              | ZLJN | JNG  | Aeroporto de Jining                                          |
| Linyi               | ZSLY | LYI  | Aeroporto de Linyi                                           |
| Qingdao             | ZSQD | TAO  | Aeroporto Internacional de Qingdao Liuting                   |
| Weifang             | ZSWF | WEF  | Aeroporto de Weifang                                         |
| Weihai              | ZSWH | WEH  | Aeroporto de Weihai                                          |
| Yantai              | ZSYT | YNT  | Aeroporto de Yantai Laishan                                  |
| SHANXI              |      |      |                                                              |
| Changzhi            | ZBCZ | CIH  | Aeroporto de Changzhi                                        |
| Datong              | ZBDT | DAT  | Aeroporto de Datong                                          |
| Taiyuan             | ZBYN | TYN  | Aeroporto de Taiyuan Wusu                                    |
| Yuncheng            | ZBYC | YCU  | Aeroporto de Yuncheng                                        |
| SICHUAN             |      |      |                                                              |
| Chengdu             | ZUUU | CTU  | Aeroporto Internacional de Chengdu Shuangliu                 |
| Dazhou              | ZUDX | DAX  | Aeroporto de Dachuan                                         |
| Guangyuan           | ZUGU | GYS  | Aeroporto de Guangyuan                                       |
| Jiuzhaigou, Songpan | ZUJZ | JZH  | Aeroporto de Jiuzhaigou Huanglong                            |
| Luzhou              | ZULZ | LZO  | Aeroporto de Luzhou                                          |
| Mianyang            | ZUMY | MIG  | Aeroporto de Mianyang                                        |
| Nanchong            | ZUNC | NAO  | Aeroporto de Nanchong                                        |
| Panzhihua           |      | PZI  | Aeroporto de Panzhihua                                       |
| Xichang             | ZUXC | XIC  | Aeroporto de Xichang Qingshan                                |
| Yibin               | ZUYB | YBP  | Aeroporto de Yibin                                           |
| TIANJIN             |      |      |                                                              |
| Tianjin             | ZBTJ | TSN  | Aeroporto Internacional de Tianjin Binhai                    |
| TIBETE              |      |      |                                                              |
| Lhasa               | ZULS | LXA  | Aeroporto de Lhasa Gonggar                                   |
| Chamdo              | ZUBD | BPX  | Aeroporto de Qamdo Bangda                                    |
| Nyingchi            |      | LZY  | Aeroporto de Nyingchi                                        |
| Shiquanhe, Ngari    |      |      | Aeroporto de Ngari                                           |
| Tawa                |      | TWY  | Aeroporto de Tawa                                            |
| XANGAI              |      |      |                                                              |
| Xangai              | ZSSS | SHA  | Aeroporto Internacional de Xangai Hongqiao                   |
| Xangai              | ZSPD | PVG  | Aeroporto Internacional de Xangai Pudong                     |
| XINJIANG            |      |      |                                                              |
| Aksu                | ZWAK | AKU  | Aeroporto de Aksu                                            |
| Altay               | ZWAT | AAT  | Aeroporto de Altay                                           |
| Fuyun               | ZWFY | FYN  | Aeroporto de Fuyun                                           |
| Hami                | ZWHM | HMI  | Aeroporto de Hami                                            |
| Hotan               | ZWTN | HTN  | Aeroporto de Hotan                                           |
| Karamay             | ZWKM | KRY  | Aeroporto de Karamay                                         |
| Kashgar (Kashi)     | ZWSH | KHG  | Aeroporto de Kashgar (Aeroporto de Kashi)                    |
| Korla               | ZWKL | KRL  | Aeroporto de Korla                                           |
| Kuqa                | ZWKC | KCA  | Aeroporto de Kuqa                                            |
| Qiemo               | ZWCM | IQM  | Aeroporto de Qiemo                                           |
| Tacheng             | ZWTC | TCG  | Aeroporto de Tacheng                                         |
| Ürümqi              | ZWWW | URC  | Aeroporto Internacional de Ürümqi Diwopu                     |
| Yining              | ZWYN | YIN  | Aeroporto de Yining                                          |
| YUNNAN              |      |      |                                                              |
| Baoshan             | ZPBS | BSD  | Aeroporto de Baoshan                                         |
| Dali                | ZPDL | DLU  | Aeroporto de Dali                                            |
| Diqing              | ZPDQ | DIG  | Aeroporto de Diqing                                          |
| Kunming             | ZPPP | KMG  | Aeroporto Internacional de Kunming Wujiaba                   |
| Lijiang             | ZPLJ | LJG  | Aeroporto de Lijiang                                         |
| Lincang             | ZPLC | LNJ  | Aeroporto de Lincang                                         |
| Luxi                | ZPMS | LUM  | Aeroporto de Luxi Mangshi                                    |
| Simao               | ZPSM | SYM  | Aeroporto de Simao                                           |
| Wenshan             |      | WNH  | Aeroporto de Wenshan                                         |
| Xishuangbanna       | ZPJH | JHG  | Aeroporto de Xishuangbanna Gasa                              |
| Zhaotong            | ZPZT | ZAT  | Aeroporto de Zhaotong                                        |
| ZHEJIANG            |      |      |                                                              |
| Hangzhou            | ZSHC | HGH  | Aeroporto Internacional de Hangzhou Xiaoshan                 |
| Huangyan            | ZSLQ | HYN  | Aeroporto de Huangyan Luqiao                                 |
| Ningbo              | ZSNB | NGB  | Aeroporto Internacional de Ningbo Lishe                      |
| Quzhou              | ZSJU | JUZ  | Aeroporto de Quzhou                                          |
| Wenzhou             | ZSWZ | WNZ  | Aeroporto de Wenzhou Yongqiang                               |
| Yiwu                | ZSYW | YIW  | Aeroporto de Yiwu                                            |
| Zhoushan            | ZSZS | HSN  | Aeroporto de Zhoushan                                        |